# Connersia
Connersia är ett släkte av svampar. Connersia ingår i familjen Pseudeurotiaceae, klassen Dothideomycetes, divisionen sporsäcksvampar och riket svampar.
|           | Pleuroascus                           |
|           |                                       |
|           | Pseudogymnoascus                      |
|           |                                       |
| Connersia | \| \| Connersia rilstonei \| \| \| \| |
|           | \| \| Connersia rilstonei \| \| \| \| |
|           | Pseudeurotium                         |
|           |                                       |
|           | Teberdinia                            |
|           |                                       |
|           | Leuconeurospora                       |
|           |                                       |
|           | Connersia rilstonei                   |
|           |                                       |

|  | Connersia rilstonei |
|  |                     |